# Mehmet Çelik
Mehmet Çelik (* 1. Dezember 2001 in Manisa) ist ein türkischer Leichtathlet, der sich auf den Mittelstreckenlauf spezialisiert hat.

## Sportliche Laufbahn
Erste internationale Erfahrungen sammelte Mehmet Çelik beim Europäischen Olympischen Jugendfestival (EYOF) 2017 in Győr, bei dem er in 4:06,33 min die Goldmedaille im 1500-Meter-Lauf gewann. Im Jahr darauf belegte er dann bei den U18-Europameisterschaften ebendort in 1:49,44 min den vierten Platz über 800 m und anschließend schied er bei den U20-Weltmeisterschaften in Tampere mit 1:48,53 min im Halbfinale aus. Daraufhin wurde er bei den Balkan-Meisterschaften in Stara Sagora in 3:46,69 min Sechster über 1500 m und startete dann im Oktober bei den Olympischen Jugendspielen in Buenos Aires und gewann dort die Bronzemedaille im 800-Meter-Lauf. 2019 wurde er bei den U23-Mittelmeer-Hallenmeisterschaften in Miramas in 3:49,38 min Fünfter über 1500 m und Mitte Juli schied er bei den U20-Europameisterschaften in Borås mit 1:52,29 min im Vorlauf über 800 m aus und klassierte sich mit 3:58,86 min auf dem neunten Platz über 1500 m. Anschließend gelangte er bei den Balkan-Meisterschaften in Prawez mit 1:50,64 min auf den vierten Platz über 800 m. Im Jahr darauf gewann er bei den Balkan-Meisterschaften in Cluj-Napoca in 3:47,98 min die Bronzemedaille über 1500 m und belegte in 1:50,26 min den vierten Platz im 800-Meter-Lauf. 2021 gewann er dann bei den Balkan-Meisterschaften in Smederevo in 1:47,91 min die Silbermedaille über 800 m und kurz darauf schied er bei den U23-Europameisterschaften in Tallinn mit 1:48,70 min im Vorlauf aus.
2022 siegte er in 3:45,65 min über 1500 m bei den Balkan-Hallenmeisterschaften in Istanbul. Im Jahr darauf wurde er bei der 1. Liga der Team-Europameisterschaft im Rahmen der Europaspiele in Chorzów in 1:46,94 min Dritter im B-Lauf und anschließend schied er bei den U23-Europameisterschaften in Espoo mit 1:48,06 min im Vorlauf aus, ehe er bei den World University Games in Chengdu im Halbfinale nicht ins Ziel kam. 2024 gewann er bei den Balkan-Hallenmeisterschaften in Istanbul in 3:44,87 min die Silbermedaille über 1500 Meter hinter dem Armenier Jerwand Mkrttschjan. Ende Mai siegte er in 3:42,66 min bei den Balkan-Meisterschaften in Izmir. Kurz darauf verpasste er bei den Europameisterschaften in Rom mit 3:44,65 min den Finaleinzug. Im Jahr darauf belegte er bei den World University Games in Bochum in 3:46,93 min den fünften Platz über 1500 Meter und gewann in 1:48,07 min die Bronzemedaille hinter dem Spanier David Barroso und Maciej Wyderka aus Polen.
In den Jahren 2020 und 2021 wurde Çelik türkischer Meister im 800-Meter-Lauf sowie 2020 und 2024 auch über 1500 Meter. Zudem wurde er 2022 und 2024 Hallenmeister im 1500-Meter-Lauf.

## Persönliche Bestleistungen
- 800 Meter: 1:46,84 min, 23. Juni 2023 in Chorzów
  - 800 Meter (Halle): 1:47,90 min, 10. Februar 2023 in Lubbock
- 1500 Meter: 3:35,35 min, 26. Mai 2024 in Brüssel
  - 1500 Meter (Halle): 3:40,12 min, 7. Februar 2024 in Valencia
  - Meile (Halle): 4:06,94 min, 28. Januar 2023 in Lubbock (nationale Bestleistung)